# 立法院 (フランス)

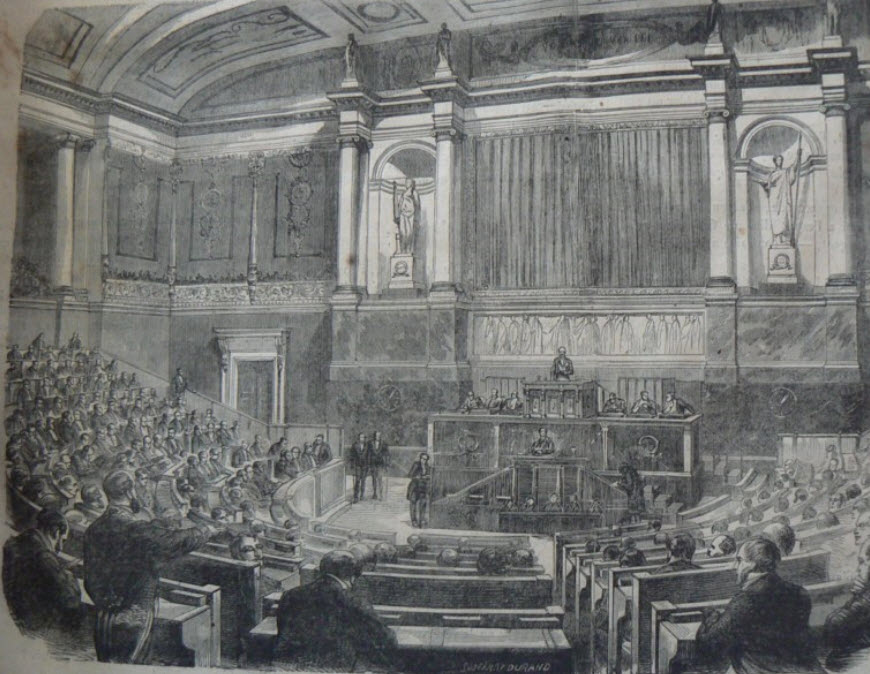
立法院議場、ル・ジュルナル・イリュストレ紙、1869年発行

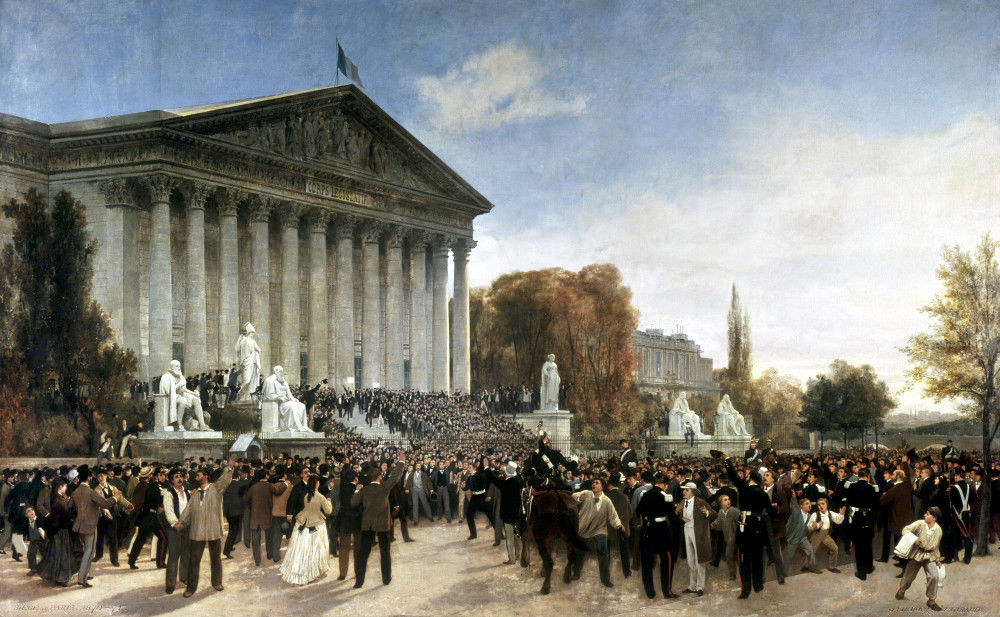
最終会期終了後の立法院議事堂の外観、1870年

立法院（りっぽういん、フランス語: Corps législatif）は、フランス革命期等にフランス議会を構成した議院である。なお、« Corps législatif »はフランス語で広く立法府を指す総称でもある。

## 歴史

### フランス革命期
共和暦1年憲法では立法府という名の一院制議会の設置が予定されており、1795年に始まる総裁政府期には二院制議会の五百人会（Conseil des Cinq-Cents）・元老会（Conseil des Anciens）両院を指す総称として立法府の語が用いられた。

### 統領政府・第一帝政期
その後、ナポレオン・ボナパルトの統領政府期に共和暦8年憲法（1800年公布）により護民院（Tribunat）・護憲元老院（Sénat Conservateur）とともに三院制議会を構成する統治機構として立法院が設置された。立法院は総裁政府期に共和暦3年憲法によりフランス議会の下院として設置された五百人会に代わり設置されたが、専ら護民院の審議した法案を採決することを任務とした。立法院は共和暦10年憲法下でも存置されたが、その動きの遅さにいらだちを募らせたナポレオンにより第一帝政期の1804年に権限を大幅に剥奪された。立法院は結局ルイ18世により1814年6月4日に廃止され、代わって代議院（Chambre des députés）が設置された（なお、百日天下期にはこれとは異なる代議院（Chambre des représentants）が短期間設置された）。

### 第二帝政期
ナポレオン3世が台頭すると、立法院は1852年憲法によりフランス議会の下院として再設され、直接選挙かつ普通選挙によって選ばれる任期6年の議員から構成された。選挙は1852年2月、1857年6月、1863年5月31日および1869年5月に実施された。執行府が絶大な権力を有する反面（ナポレオン3世の任命した大臣は皇帝に対してのみ責任を負うとされた）、第二帝政期の立法院は、官吏から構成される国務院（Conseil d'État）、元老院（Sénat）とともに立法権の一部を分担するにとどまった。
立法院は結局第三共和政期に代議院（Chambre des députés）と改称された。